# РРК «Вистл»

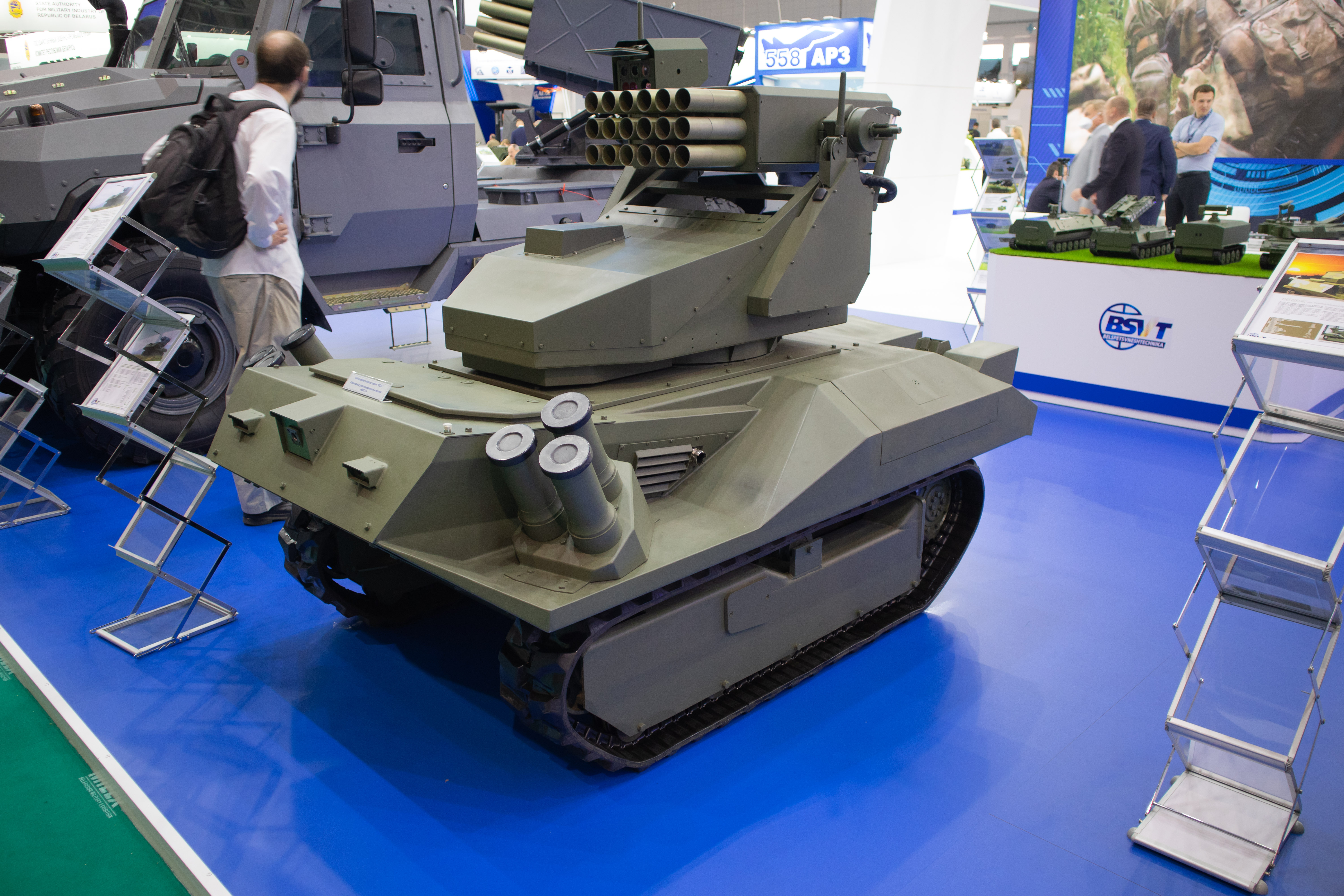
На выставке «MILEX-2021».

Вистл — белорусский роботизированный ракетный комплекс (РРК), разработанный ООО «БСВТ — новые технологии».

## История
Впервые комплекс «Вистл» представлен 9 мая 2020 года в Минске на военном параде, посвящённом 75-летию Победы, а в октябре успешно прошёл первые полевые испытания со стрельбой. В следующем году он принял участие в оружейном выставке «MILEX-2021».

## Описание
Комплекс оснащён пакетом из 18 направляющих для стрельбы реактивными снарядами типа С-5 (57-мм неуправляемая авиационная ракета) и предназначен для эффективного огня с места на дальностях до 4000 м по живой силе противника.
В конструкции «Вистла» использовано шасси, аналогичное применённому в роботизированных комплексах «Богомол» и «Берсерк». Шасси этого типа оснащается гибридной силовой установкой, которая состоит из дизельного двигателя, агрегатированного с электрогенератором. Привод ведущих колёс осуществляется от электромоторов, получающих энергию, накопленную в аккумуляторах, что даёт возможность аппарату маневрировать на боевой позиции с использованием только электропривода. Это позволяет уменьшить демаскирующий шум и существенно снизить заметность комплекса в инфракрасном диапазоне.
Управление боевым роботом осуществляется дистанционно по защищённому радиоканалу с запатентованной технологией противодействия средствам радиоэлектронной борьбы. Комплекс способен определять собственное местоположение, курс и наклон. Имеет интеллектуальную систему, которая рассчитывает угол прицеливания и направление стрельбы.

### ТТХ
| Параметры                                           | Данные         |
| --------------------------------------------------- | -------------- |
| Масса, кг                                           | 2200           |
| Габаритные размеры (ВхШхД), мм                      | 1800х1400х2500 |
| Время работы в дежурном режиме, ч                   | 24             |
| Ширина колеи, м                                     | 1.1            |
| Клиренс, мм                                         | 180            |
| Углы переднего и заднего свеса, град                | 35             |
| Тип силовой установки                               | гибридная      |
| Максимальная скорость движения, м/ч                 | 5              |
| Запас хода, км                                      | 30             |
| Дальность управления LOS (в городских условиях), м  | 2000           |
| Дальность управления LOS (на открытой местности), м | 5000           |